# Festival des musiques urbaines d'Anoumabo
Le Festival des musiques urbaines d'Anoumabo (Femua) est un festival de musique  afropop créé en 2008. Il se tient principalement à Abidjan, en Côte d'Ivoire. Il réunit d'importants artistes contemporains d'Afrique et du monde entier durant une semaine, habituellement à Anoumabo dans le sud d'Abidjan. Il s'agit d'un des plus importants festivals musicaux d'Afrique, avec plus de 40 000 spectateurs en 2017. L'accès aux concerts est gratuit et certains artistes reversent leurs droits d'auteur pour un projet de développement local.
Une annexe du festival, le « Femua Kids », est destinée aux enfants.

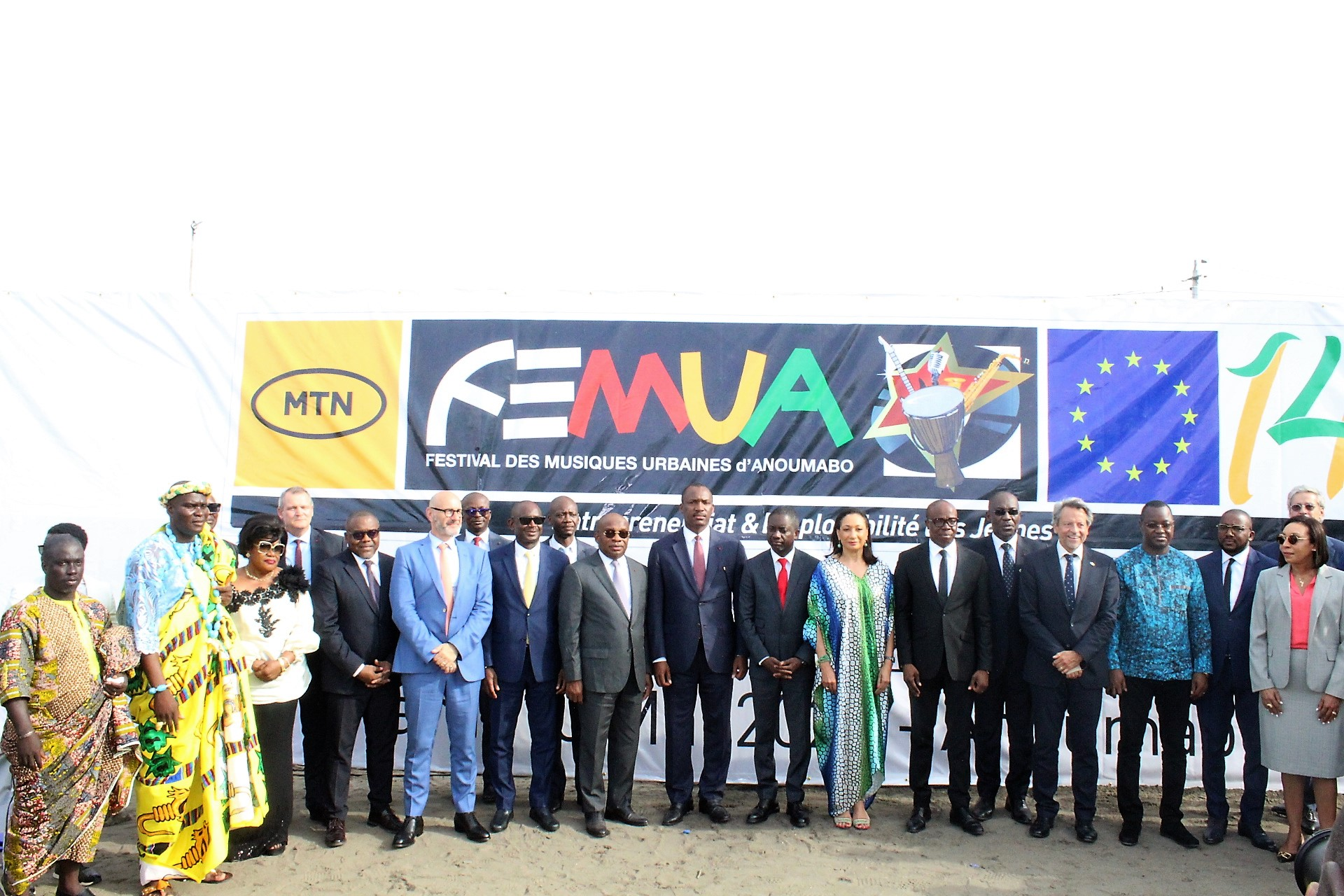
Photo de famille Femua 14.

## Historique
Initié  en 2008 par A'salfo, leader du groupe Magic System (qui a lui-même grandi dans le village d'Anoumabo), le Femua découle de la volonté d’offrir, chaque année, au village qui a adopté et vu grandir les quatre membres du groupe Magic System, un spectacle réunissant les plus grandes stars du monde.
En 2008, dès la première édition, le Femua manque d'accompagnement et se tient par autofinancement. Il connaît une réussite en trois jours de festival.
En 2011, la quatrième édition du festival, qui devait se tenir dans la période de Pâques, a été reportée en raison de la crise postélectorale qu'a vécue la Côte d'Ivoire. C'est finalement du 23 au 26 juin que cela s'est fait. Au fil des ans, le Femua, qui est passé de trois à six jours de festival, mobilise de plus en plus de partenaires, puis se développe en termes de contenu et d'audience.
En 2016, lors de la neuvième édition, le 24 avril, alors qu'il était la tête d'affiche des artistes invités du festival, le chanteur congolais Papa Wemba décède sur la scène du Femua, à la suite d'un malaise. Le festival est donc arrêté. Une veillée d'hommage se tient sur la scène du Femua la semaine suivante. Le 24 avril 2017, un an après, un autre hommage est rendu à Papa Wemba sur les lieux du festival. L'édition 2017 atteint un record de plus 40 000 spectateurs.
Le Femua 11 est lancé le 15 mars 2018 par le ministre de la Culture et de la Francophonie Maurice Bandaman. Exceptionnellement, cette édition ne se déroule pas à Anoumabo : elle est répartie entre plusieurs soirées consécutives dans un autre lieu d'Abidjan et une soirée de clôture à Korhogo, dans le Nord du pays,. Seule la scène « Femua Kids » se tient à Anoumabo cette année-là.
L'édition 2018 traite de l'émigration clandestine vers l'Europe surtout, avec pour thème central : « Jeunesse africaine et immigration clandestine ». Cette édition est soutenue publiquement par le secrétariat d’État chargé de l’Enseignement technique.
Le Femua 2019, qui se tient du 23 au 28 avril, avec pour thème « Genre et développement », est lancé le 14 mars à Abidjan en présence de la Première dame de Côte d'Ivoire Dominique Ouattara.
En 2020, le Femua 13, qui devait se tenir du 14 au 19 avril, a été reporté en raison de la pandémie de Covid-19 et s'est déroulé du 7 au 12 septembre 2021.
Après l'édition de 2022 (Femua 14), le Festival des musiques urbaines d'Anoumabo est à sa 15e édition en 2023, avec pour thème : « Sécurité alimentaire et agriculture durable ».

## Articulations du Festival

### Volet culturel
Avec sa série de concerts géants tous les ans, le Femua est aujourd’hui l’évènement musical majeur de la Côte d’Ivoire et de l’Afrique de l’Ouest. Véritable carrefour culturel, il rassemble sur une même scène plusieurs artistes venus du monde entier,,,.

### Volet social
Le Femua a aussi un caractère social. En plus de contribuer à apporter de la joie aux populations les plus pauvres, en leur permettant d’assister gratuitement à des concerts de grosses stars mondiales de la musique, il permet, depuis sa création : des gestes caritatifs, notamment des dons aux réfugiés ; la construction, la réhabilitation et l’équipement de structures sanitaires, sociales et éducatives (hôpitaux, orphelinats, pouponnières, écoles primaires et maternelles à travers le projet « un FEMUA, une école »). On peut également citer au titre des actions sociales, l’initiation du « Femua Kids », un programme du Femua destiné aux enfants issus de familles défavorisées ou provenant des orphelinats et des pouponnières. Ce programme permet à ces enfants de se retrouver pour se divertir, à travers des activités ludiques,.

### Volet scientifique
Le Femua comporte un volet scientifique, qui s’articule autour de la tribune « Carrefour Jeunesse » initiée au Femua 8. Elle s’adresse à toutes les catégories de jeunes et leur permet d’échanger avec des personnalités autour d’un thème. La tribune scientifique « Carrefour Jeunesse » du Femua se constitue de conférences, de panels, d’ateliers d’échanges, de stands d’exposition et de rencontres B to B,,.

### Volet sportif
Le Femua comprend un volet sportif dénommé « FEMUA Sport ». Il s'agit d'une journée sportive matérialisée non seulement par un tournoi de maracana mettant en compétition plusieurs pays, mais aussi par un cross populaire qui rassemble les sportifs amateurs ou professionnels de diverses couches socioprofessionelles dans un même lieu pour le renforcement de la cohésion sociale,,.

## Programmations artistiques au Femua

### 2008:1reédition - Femua 1
Magic System, Meiway, Petit Denis, Dream Team, Volcano DJ, Les Patrons, Les Garagistes, Erickson le Zulu, Les Marabouts

### 2009:2eédition - Femua 2 (11 - 13 avril)[22],[31]
Magic System, Singuila, Leslie, Marc-Antoine, Yeleen, Zaho, Kore, Willy Denzey, Didier Awadi, Les Garagistes, Erickson Le Zoulou, Kajeem, Alif Naaba, King Mensah

### 2010:3eédition - Femua 3 (3 - 6 juin)[32],[33]
Sékouba Bambino, Ismaël Lo, Serge Kassy, Aïcha Koné, Soum Bill et le groupe Magic System en featuring avec Mokobé, Toofan, Bill Aka Kora, O`nel Mala, Ismaël Isaac, Yodé et Siro et le groupe Extra Musica

### 2011:4eédition - Femua 4 (23 - 26 juin)[8],[34]
Patience Dabany, Omar Pene, Kojo Antwi, Soprano, Floby, DJ Arafat, Meiway, Fally Ipupa, Jessy Matador, Tiken Jah, Floby, Magic System

### 2012:5eédition - Femua 5 (6 - 9 avril)[35],[36]
Sexion d’assaut, X-Maleya, Angélique Kidjo, Lokua Kanza, Werrason, Coumba Gawlo, Daara J Family, Flavour, Pit Baccardi, Billy Billy, Les Reines Mères, Molière, Serge Beynaud, Molare

### 2013:6eédition - Femua 6 (11 - 14 avril)[37],[38],[39],[40]
Angélique Kidjo, Oumou Sangaré, JB Mpiana, La Fouine, Sothéca, Dobet Gnahoré, Sam fan Thomas,
DJ Mix 1er, les Patrons, Alif Naaba

### 2014:7eédition - Femua 7 (1 - 6 avril)[41]
Alpha Blondy, Lady Ponce, Amadou et Mariam, Ferré Gola, Maxy Sedumedi, Sana Bob, Geydu Blay Ambolley, Nigui Saff K-Dance, Fodé Baro, Pierrette Adams, Espoir 2000, Debordo Lekunfa, Surchocs, Hamed Farras, Affou Kéita

### 2015:8eédition - Femua 8 (21 - 26 avril)[42],[43]
Fally Ipupa, Bracket, Smarty, Philip Monteiro, Meta And The Cornestones, Zaho, Habib Koité, Joel Sebunjo, Freshly Ground, Antoinette Konan, Bally Spinto, Ras Goody Brown, Kedjevara DJ, Zouglou Maker, Bamba Amy Sarah

### 2016:9eédition - Femua 9 (19 - 23 avril)[44],[45]
Papa Wemba, Charlotte Dipanda, Kerry James, John Kiffy, Yabongo Lova, Boni Gnahoré, Vieux Farka Touré, Abou Nidal, I jahman Levi, Toofan

### 2017:10eédition - Femua 10 (25 - 30 avril)[46]
Black M, Salif Kéita, Tiken Jah, Singuila, Marema Fall, Bisa K'Dei, Soul Bang’s, Révolution, Nash, DJ Leo, Kiff No Beat, Kruman Group

### 2018:11eédition - Femua 11 (17 - 22 avril)[47],[48],[49]
Soprano, Lokua Kanza, Sidiki Diabaté, Yemi Alade, Dub Inc, Bil Aka Kora, Zeynab, M'Bouillé Koité, Magic System, Dobet Gnahoré, Kedjevara DJ, Les Leaders, Guy Christ Israël, La Tigresse Sidonie et Luckson Padaud.

### 2019:12eédition - Femua 12 (23 - 28 avril)[50]
Kaaris, Mani Bella, Extra Musica, Chantal Taïba, Josey, Allah Thérèse, Mulukuku DJ, Kerozen, Oumou Sangaré, Yvan Buravan, Claire Bahi, Chidinma, Molière, Bi Pomi Junior, Femi Kuti

### 2021:13eédition - Femua 13 (7 - 12 septembre)[18]
Koffi Olomidé, Vegedream, Zahara, Pape Diouf, David Carreira, Mala Rodriguez, Keen’v, Rajaa Kessabny, Joel Sebunjo, Zaz, Young Ace, Floby, Celine Bonza, Daphné, Soum Bill, Kajeem, Ariel Sheney, Mathey, Mix 1er, Magic Diesel, Eden

### 2022:14eédition - Femua 14 (10 - 15 mai)[19]
Youssoupha, Diamond Platnumz, Shan'L, Yodé & Siro, Inoss B, Iba One, Coco argenté, Magic System, Debordo Leekunfa, Rocky Gold, Suspect 95, Nestor David, Felix Wazekwa, Viva la Musica

### 2023:15eédition - Femua 15 (25 - 30 avril)[51],[52]
Booba, Ferre Gola, Didi B, Singuila, Baaba Maal, KS Bloom, Roseline Layo, Nouray et les Lions, Safarel Obiang, Alesh, Samy Succès.

## Budget et retombées économiques
Tandis que les premières éditions du Femua sont financées par les droits d'auteur du groupe Magic System, de nombreux partenaires publics et privés soutiennent désormais le festival. Par exemple, la première édition du Femua est organisée avec un budget de 34 millions de francs Cfa, tandis que l'édition 2017 coûte environ 680 millions de francs Cfa (dont 10 % destinés au Femua Kids). Pour l'édition 2018, 1 % du budget du Femua est pris en charge par le ministère de la Culture (Côte d'Ivoire). Le principal bailleur du festival est la filiale ivoirienne du groupe de télécommunications sud-africain MTN.
Même si le budget du festival est « toujours déficitaire », comme l'affirme son fondateur, il a permis la construction d'au moins quatre écoles et deux maternités.
Le Femua est, depuis 2023, inscrit au budget de l'État de Côte d'Ivoire.

## Partenaires
Le Femua a pour partenaire officiel MTN Côte d'Ivoire, depuis 2010. Il y a également la Radiodiffusion télévision ivoirienne (RTI), la Compagnie ivoirienne d'électricité (CIE), et la Société de limonaderies et brasseries d'Afrique (Solibra), qui figurent parmi les partenaires du festival.